# Juliomagus

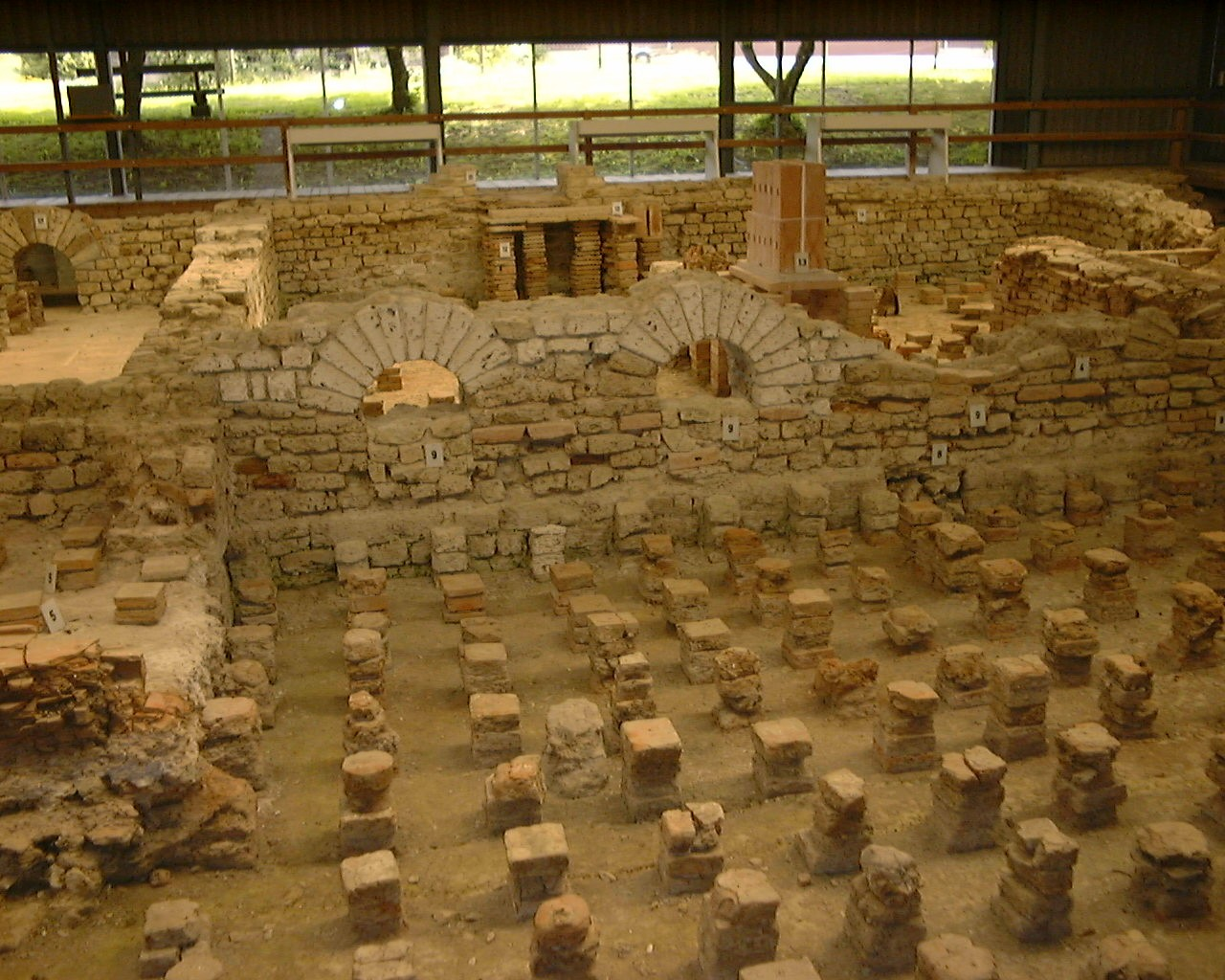
Scavi delle terme con le vestigia dell'Ipocaustum (riscaldamento da pavimento)

Juliomagus (o Iuliomagus) era una città romana nei pressi dell'attuale località di Schleitheim (Svizzera) nel cantone di Sciaffusa. Oggi ne rimangono accessibili solo gli scavi delle antiche terme.

## Collocazione geografica
Del nome Iuliomagus c'è una sola testimonianza, la Tabula Peutingeriana. Questa carta stradale romana comprende l'intero mondo allora conosciuto, dalla Spagna fino alla Cina. Tutti i collegamenti e le città importanti dell'estensione del dominio romano vi sono tracciati e vi compare anche il nome di Iuliomagus. Sulla base di questa conoscenza, nel 1860 furono intrapresi i primi scavi sistematici che condussero alla scoperta dell'antica città. Questa si trova nella valle di Zwärenbach, dal lato del versante nord della punta Siblinger. Località sulla Carta Nazionale Svizzera

## Storia
Allo stato attuale delle conoscenze la città romana racchiudeva una superficie di sei ettari. Vicino a numerose, piccole costruzioni in legno, si trovano un tempio, un laboratorio di vasaio, una villa ed un impianto termale. La città fu fondata nel I secolo a.C. quale avamposto per la guerra contro i Germani. Dopo le grandi avanzate degli Alemanni del 259 / 260 d.C. l'intera zona a nord del Reno fu abbandonata dai romani, il che ebbe come conseguenza la distruzione della città.

## Gli scavi oggi
La zona di ricerca racchiude una superficie di circa 1.550 metri quadrati. Al di fuori dell'impianto termale tuttavia, tutte le costruzioni trovate sono state ricoperte. Le terme sono protette da una copertura e sono accessibili al pubblico. Gli scavi hanno gettato luce sulla cultura romana dei bagni e della loro tecnica costruttiva. I reperti asportabili sono esposti nel Museo nazionale di Schleitheim o nel Museo di Ognissanti in Sciaffusa.